# USS Ronald Reagan (CVN-76)
USS Ronald Reagan (CVN-76) je letadlová loď Námořnictva Spojených států třídy Nimitz, která působí v aktivní službě od roku 2003. Jedná se o devátou postavenou jednotku této třídy. Loď je pojmenována podle 40. prezidenta USA Ronalda Reagana.

## Stavba
Stavba lodi byla zahájena 12. února 1998 v loděnici Newport News Shipbuilding v Newport News. Ke křtu došlo 4. března 2001, spuštěna na vodu byla 10. března téhož roku; jednalo se tehdy o vůbec první americkou loď pojmenovanou po dosud žijícím bývalém prezidentovi. Celkové náklady na její stavbu dosáhly částky 4,3 miliardy dolarů. Do služby byla zařazena 12. července 2003 na základně Naval Station Norfolk.

## Služba

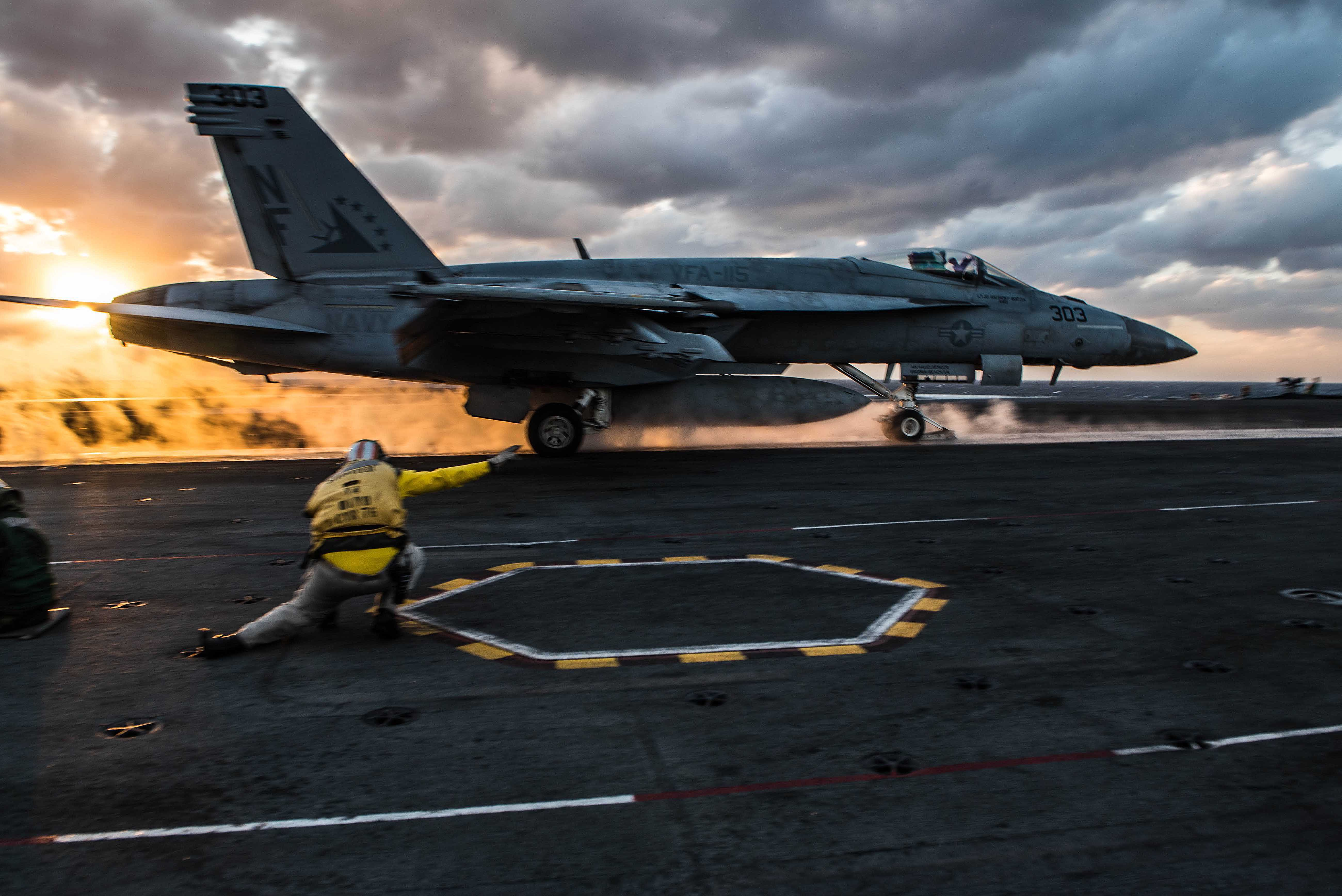
Stíhací bombardér F/A-18E Super Hornet při vzletu z USS Ronald Reagan

Po dokončení zkoušek absolvovala v průběhu května-července 2004 plavbu kolem Jižní Ameriky, aby se dostala do svého nového domovského přístavu Naval Air Station North Island v San Diegu v Kalifornii. Následně byla jako vedoucí loď zařazena do patnácté úderné skupiny. Po jejím zrušení v březnu 2005 byla přidělena jako vlajková loď do sedmé úderné skupiny. Ta byla zrušena v prosinci 2011 a Ronald Reagan byl přeřazen jako vedoucí loď do deváté úderné skupiny.